# Frankie und Johnny (1966)
Frankie und Johnny (Originaltitel Frankie and Johnny) ist ein US-amerikanischer Musikfilm aus dem Jahr 1966. Es war der 20. Spielfilm, in dem Elvis Presley eine Rolle übernahm. In musikalischer Hinsicht war es kein typischer Elvis-Film, sondern eher ein Musical à la Hollywood der 1930er und 1940er Jahre. Zwar kommt in dem Film auch das gleichnamige Lied Frankie and Johnny vor, das zweimal im Stil eines Bühnen-Musicals aufgeführt wird, doch das Titellied ist Come Along.

## Handlung
Johnny ist ein süchtiger Spieler, der keine Gelegenheit auslässt, sein eigenes Geld und das seiner Freundin Frankie zu verspielen. Zu Beginn des Films führen die beiden gemeinsam auf der Bühne des Riverboats im Unterhaltungsprogramm des Mr. Clint Braden das Lied Petunia, the Gardener’s Daughter auf.
Weil Johnny und sein älterer Freund Cully sich in einer spielerischen Pechsträhne befinden, suchen sie die Zigeunerin Zolita auf, von der sie sich einen entscheidenden Tipp für eine Glücksphase erhoffen. Zolita erzählt ihnen, dass eine rothaarige Frau ihnen Glück bringen wird. Zum Abschluss sagt die Zigeunerin das Wort Chesay, das den beiden Glück bringen soll, und überreicht ihnen ein Getränk. Elvis singt nun das gleichnamige Lied.
Zurück auf dem Riverboat machen die beiden Freunde sich auf die Suche nach einer rothaarigen Frau und finden sie in der soeben an Bord eingetroffenen Nellie Bly, die in Mr. Braden verliebt ist und ihn besuchen will. Johnny fragt Nellie nach ihrer Glückszahl und prompt gewinnt er beim Glücksrad.
Bei seinem anschließenden Auftritt singt Johnny das Lied What Every Woman Lives For, wobei er längere Zeit am Tisch seines Bosses Braden stehenbleibt und die neben ihm sitzende Nellie anhimmelt. Dies entgeht Frankie nicht, worauf sich ein erster Streit zwischen Frankie und Johnny entfaltet. Kurz darauf proben sie zusammen das musikalisch unterlegte Stück Frankie and Johnny und führen es auf. Es handelt sich um die Geschichte von Johnny, der zunächst am Spieltisch sitzt und anschließend – als Frankie bereits zu Hause ist – eng umschlungen mit Nellie Bly tanzt. Nellies Freundin Mitzi beobachtet die beiden und eilt anschließend zu Frankie, um ihr von der Untreue ihres Freundes Johnny zu berichten. In ihrer Wut greift Frankie zu einem in einer Schublade liegenden Revolver und sucht den Spielsalon auf, wo sie die beiden in flagranti erwischt und Johnny aus Eifersucht erschießt. Natürlich handelte s sich hierbei um eine Theateraufführung und beim Schuss lediglich um eine Platzpatrone.
Ein bei der Aufführung anwesender Musikproduzent sucht die Darsteller anschließend in der Kabine auf und bescheinigt Frankie und Johnny, dass sie für den Broadway geeignet wären. Die beiden sehen sich in ihrer Freude bereits am Broadway und Johnny singt das Lied Look Out, Broadway.
Kaum wieder zu etwas Geld gekommen, halten Johnny und Cully Ausschau nach einer Rothaarigen und finden Abigail, setzen zweimal auf ihre Lieblingszahl 13 und gewinnen eine große Summe. Doch Abigail will weiterspielen und überredet Johnny, den gesamten Ertrag auf die 31 zu setzen. Allerdings gewinnt erneut die 13 und das ganze Geld ist verloren. In seinem Kummer singt Johnny das an Frankie gerichtete Liebeslied Beginner’s Luck.
Johnny ist überzeugt, dass Nellie Bly die richtige Rothaarige ist, und will sein Glück noch einmal mit ihr versuchen.
In der nächsten Szene legt das Riverboat in New Orleans an. Die Musiker verlassen das Schiff und Johnny singt ein Medley der Lieder Down by the Riverside und When the Saints Go Marching In.
Die Truppe besucht einen Kostümball, auf dem Johnny Shout It Out singt. Weil dort unwissentlich Frankie, Nellie und Mitzi alle dasselbe Kostüm (einschließlich identischer Perücke und Gesichtsmaske) tragen, kommt es zu allerlei Verwechslungen. Die Tragischste von allen besteht darin, dass der seinem Boss Mr. Braden treu ergebene Mitarbeiter Blackie den Eindruck hat, dass Johnny und Nellie ineinander verliebt seien. Um Nellie wieder mit seinem Boss zusammenzubringen, hat er einen teuflischen Plan. Er tauscht die Platzpatrone gegen scharfe Munition aus, damit Frankie Johnny auf der Bühne erschießt.
Derweil nimmt Johnny Frankie zum Spieltisch mit, weil er sie mit Nellie verwechselt. Gemeinsam gewinnen sie zehntausend Dollar, und als er seine Frankie schließlich erkennt, weiß er, dass sie allein die Frau ist, die ihm in jeder Hinsicht Glück bringt. Doch Frankie ist noch wütend auf Johnny, der vermeintlich Nellie küssen wollte und wirft das ganze Geld aus dem Fenster. Johnny eilt auf die Straße, doch das Geld wurde bereits von den vorbeilaufenden Menschen aufgesammelt und ist für immer verloren. In seiner Trauer über den Verlust von Frankie und des vielen Geldes singt Johnny das Lied Hard Luck.
Anschließend begibt Johnny sich zurück auf das Riverboat und singt vor dem Kabinenfenster von Frankie Please Don’t Stop Loving Me, um sie zurückzugewinnen, erfährt jedoch keine positive Reaktion.
Bei der anschließenden Bühnenaufführung von Frankie and Johnny schießt Frankie unwissentlich mit einer scharfen Patrone auf Johnny. Als Johnny zu Boden stürzt und Mr. Braden, der eben erst die Wahrheit von Blackie erfahren hat, in den Raum stürmt und ruft, dass die Patronen ausgetauscht wurden, wird Frankie sich wieder ihrer Liebe zu Johnny bewusst. Sie beugt sich über ihn, als Johnny plötzlich die Augen öffnet und sich langsam erhebt. Die Kugel prallte an dem Medaillon ab, das Frankie ihm einst geschenkt hatte und ihm soeben das Leben rettete.
Den Filmabschluss bildet die anschließende Bühnenaufführung mit dem von Johnny gesungenem Lied Everybody come Aboard.

## Kritiken
„Von der Handlung her so etwas wie die Verfilmung des Evergreens ‚Frankie and Johnny‘, der zwei Mal gesungen wird. Die Scherzrate ist dürftiger als in anderen Elvis-Filmen. Der King trägt Rüschenhemd, Seidenkrawatte, gestreiftes Jackett und eine Nelke im Knopfloch und sieht mächtig smart damit aus. Mit vierzehn Liedern hinter ‚Blaues Hawaii‘ (Rekordhalter mit 15 Titeln) der Film mit den meisten Elvis-Songs. Zeitgeschichtlicher Hintergrund ist der Bürgerkrieg von 1861 bis 1865, der aber nicht thematisiert wird.“

„Der Film liefert zwar nette Ideen fürs nächste Karnevalskostüm, ist ansonsten aber so unrockig wie die Oldies, die Elvis bei seinen Show-Auftritten zum Besten gibt. – So aufregend wie eine Butterfahrt.“

„Eine im Gartenzwergstil gehaltene und von einer dünnen Handlung gestützte Aneinanderreihung von Elvis-Presley-Nummern, die nur an einer einzigen Stelle zeigt, wie gut der Film hätte werden können. Gemessen an den derzeitigen musikalischen Wünschen des vor allem jugendlichen Publikums ist der Streifen (auch geschmacklich) ein Fehlgriff. Elvis zeigt […] nicht mehr den alten Schwung.“